# Готфрид фон Гунделфинген
Готфрид фон Гунделфинген (на немски: Gottfried von Gundelfingen; † сл. 1172) е благородник от Гунделфинген на Дунав.

## Произход и наследство
Той е син на Диемо I фон Гунделфинген († сл. 1150), господар на замък Хеленщайн над Хайденхайм ан дер Бренц, и съпругата му фон Ронсберг, дъщеря на Руперт фон Урзин († сл. 1130) и Ирмингард фон Калв († 13 януари). Майка му е леля на Готфрид фон Зелс, патриарх на Аквилея (1182 – 1194). Брат е на неженените Диемо II фон Гунделфинген († сл. 1200) и Руперт фон Гунделфинген († сл. 1181).
През 1250 г. наследството на фамилията фон Гунделфинген се поделя и през 1293 г. замъкът им е продаден на Хабсбургите.
Готфрид фон Гунделфинген е баща е на Готфрид II фон Гунделфинген, епископ на Вюрцбург 1197 г., и дядо на Андреас фон Гунделфинген, епископ на Вюрцбург (1303 – 1313).

## Деца
Готфрид фон Гунделфинген има три деца:
- Улрих I фон Гунделфинген († сл. 1228), женен за Маргарета фон Хеленщайн († ок. 1233), дъщеря на Дегенхард фон Хеленщайн († сл. 1182)
- Готфрид II фон Гунделфинген († 24 юли 1197), епископ на Вюрцбург 1197 г.
- Аделхайд фон Гунделфинген (* ок. 1160; † сл. 12 декември 1230), омъжена ок. 1187 г. във Вайкерсхайм за Хайнрих фон Вайкерсхайм-Хоенлое († сл. 1212)